# Старый Ишимбай
Старый Ишимбай (Левобережный) — микрорайон города Ишимбая, расположенный в его западной части, на левом берегу реки Белой. Ближайший микрорайон — Железнодорожный, где находится станция Ишимбаево.

## История
Территория современного Старого Ишимбая находится на месте, где раньше располагалась деревня Ишимбаево (баш. Ишембай), ставшая ядром нефтяного промысла имени С. М. Кирова, возникшего из четырёх скважин, пробурённых в 1929 году экспедицией, которую возглавлял геолог Алексей Александрович Блохин. 
Издавна эти земли принадлежали Азнайской тюбе Юрматинской волости. Житель из деревни Салих Акбирды ежегодно здесь устраивал свой летник (джяйляу). А один из его сыновей, которого звали Ишимбай, решил заложить на этой благодатной земле свою деревню. В начале XIX века Ишимбай Акбердин (1770—1831) имел полное право обосновать ее, потому что он был сотником башкирского казачьего войска, участником многих военных походов Российской империи.
Впервые деревня Ишимбай была зафиксирована VII Всероссийской ревизской сказкой (перепись населения) 1816 года. К тому моменту в деревне был один двор с 14 жителями: 7 мужчин и 7 женщин. У Ишимбая Акбердина были две дочери и восемь сыновей: Мухаметьян (1797—1834), Салимьян (1806 года), Исмагил (1815 года), Вильдан (1808 года), Аюп (1813 года), Якуп (1818 года рождения), Исхак (1828 года), Мухаметгали (1828 года рождения).
В 1839 году единственный двор в деревне из 28 человек имел 105 лошадей, 79 коров, 20 овец, 105 коз, 24 улья. Они посеяли 48 пудов озимого и 288 пудов ярового хлеба. На каждого члена семьи приходилось хлеба по 12 пудов. В середине XIX века 7 женатых сыновей Ишимбая Акбердина составляли один двор из 36 человек.
Ишимбай Акбердин и его дети были зажиточными крестьянами, чиновниками юртового и кантонного управлений. Деревня из одного двора имела все атрибуты власти — деревенского начальника, юртового десятника с административно-полицейскими функциями.
По X ревизии в ней имелось 18 дворов с 50 мужчинами и 45 женщинами. По переписи 1920 года — 298 человек и 59 домов.

## Современный период
Сейчас в Старом Ишимбае имеются Дом культуры «Йондоз» (бывший кинотеатр), средняя общеобразовательная школа № 4, медпункт, 2-я Соборная мечеть. По адресу: улица Трактовая, дом 7, раньше находился детский сад № 6 Ишимбайского нефтеперерабатывающего завода, который ныне снесён.
8 мая 2010 года возле школы № 4 состоялось открытие памятника житялям Старого Ишимбая — участникам Великой Отечественной войны.
В 2011 году решением Ишимбайского горсовета на территории микрорайона определены границы для осуществления территориального общественного самоуправления.
На территории Старого Ишимбая имеются озёра с большим содержанием рыбы.
Имеются проблемы с загрязнением воздуха, вызванные выбросами промышленных предприятий.

## Улицы
- Сергея Лазо
- Трактовая
- Нефтепроводная
- Ворошилова
- Широкий переулок
- Краснофлотская
- Заливная
- Западная 1-я
- Западная 2-я
- Шевченко (№ 4, 6)
- Первый переулок
- Второй переулок
- Третий переулок
- Яналиф
- Интернационльная
- Есенина
- Трудовая
- Толбухина
- Гоголя

## Транспорт
- Городской автобусный маршрут № 2 «Автовокзал — мкр-н Старый Ишимбай»

## Промышленность
Рядом с микрорайоном расположены машиностроительные предприятия — АО «Машиностроительная компания „Витязь“» и ООО «Ишимбайский станкоремонтный завод». Индустриальное шоссе отделяет микрорайон от Левобережной промышленной зоны, где находятся крупные предприятия ООО «Ишимбайская нефтебаза „Агидель“» и ООО «Ишимбайский специализированный химический завод катализаторов».

## Известные жители
Венер Рамазанович Халилов — российский политик, общественный деятель, учёный.